# 五郎神社 (伊勢崎市)
五郎神社（ごろうじんじゃ）は、群馬県伊勢崎市太田町にある神社。旧社格は村社。

## 祭神
主祭神
- 鎌倉権五郎景政命

配祀神
- 菅原道真命
- 誉田別命
- 火産霊神
- 高靇命

## 由緒
天和元年（1681年）、前橋藩主酒井忠清の次男酒井忠寛が伊勢崎藩2万石として分与された折、社殿を創建した。
『伊勢崎風土記』によると、広瀬川が利根川の本流だった頃、上流から1本の矢が流れつき、その後霊異があり、「五郎権現の垂跡なり」との神託があり祀ったとされている。また別名を五料宮とも御霊社とも言うとしている。
明治10年（1877年）に村社格となり、明治42年（1909年）に字本郷の八幡神社、字三ツ家の秋葉神社を合祀。
昭和4年（1929年）に火災で全焼し、本殿を同聚院脇の稲荷神社から、拝殿を波志江の愛宕神社から移築したが太平洋戦争で焼失した。現在の社殿は伊勢崎工業高校から昭和22年（1947年）に買い受けたもの。
伊勢崎市付近では利根川・広瀬川沿岸に御霊信仰が分布しており、当社も御霊信仰がその名から鎌倉権五郎景政に結びついたものとみられている。

## 史跡
- 五郎神社のエノキ（樹齢350年、樹高24.0メートル、幹周4.2メートル）[要出典]